# Singuläres Maß
Ein singuläres Maß ist ein Begriff aus dem mathematischen Teilgebiet der Maßtheorie.
Es spielt eine große Rolle bei der Klassifizierung von Maßen bezüglich eines anderen Maßes und findet besondere Anwendung beim Zerlegungssatz von Lebesgue sowie beim Darstellungssatz in der Stochastik.

## Definition
Zwei positive (oder signierte oder komplexe) Maße {\displaystyle \nu } und {\displaystyle \mu }, die auf einem Messraum {\displaystyle (\Omega ,{\mathcal {F}})} definiert sind, heißen singulär zueinander (auch {\displaystyle \nu } ist singulär bezüglich {\displaystyle \mu } oder {\displaystyle \nu } ist {\displaystyle \mu }-singulär), wenn eine Menge {\displaystyle A\in {\mathcal {F}}} existiert, sodass für alle messbaren Teilmengen {\displaystyle B\subseteq A}
{\displaystyle \nu (\Omega \setminus B)=0} und {\displaystyle \mu (B)=0}
gilt.
Für „{\displaystyle \nu } und {\displaystyle \mu } sind singulär zueinander“ schreibt man kurz {\displaystyle \nu \perp \mu }.

## Beispiele
- Das Null-Maß ist bezüglich jedes anderen Maßes auf einem beliebigen Messraum singulär.
- Jedes Dirac-Maß auf {\displaystyle (\mathbb {R} ,{\mathcal {B}}(\mathbb {R} ))} ist bezüglich des Lebesgue-Maßes singulär.
- Jede diskrete Verteilung auf {\displaystyle (\mathbb {R} ^{n},{\mathcal {B}}(\mathbb {R} ^{n}))} ist bezüglich des Lebesgue-Maßes singulär.
- Die Cantor-Verteilung auf dem Messraum {\displaystyle (\mathbb {R} ,{\mathcal {B}}(\mathbb {R} ))} ist eine stetige, singuläre Verteilung bezüglich des Lebesgue-Maßes.
- Für die Hahn-Jordan-Zerlegung {\displaystyle \nu =\nu ^{+}-\nu ^{-}} eines signierten Maßes {\displaystyle \nu } gilt {\displaystyle \nu ^{+}\perp \nu ^{-}}.

## Eigenschaften
- Die Singularität von Maßen ist eine symmetrische Relation. Es gilt also

{\displaystyle \nu \perp \mu \Leftrightarrow \mu \perp \nu }.
- Für Wahrscheinlichkeitsmaße mit Dichten gilt, dass sie genau dann singulär zueinander sind, wenn ihr Hellingerabstand gleich eins ist.

## Wichtige Aussagen
Der Zerlegungssatz von Lebesgue liefert für ein signiertes Maß {\displaystyle \nu } und ein Maß {\displaystyle \mu } eine Zerlegung von {\displaystyle \nu } in einen Anteil, der singulär bezüglich {\displaystyle \mu } ist und in einen Anteil, der absolut stetig bezüglich {\displaystyle \mu } ist.